# San Luis (Colorado)
San Luis es un pueblo ubicado en el condado de Costilla en el estado estadounidense de Colorado. En el año 2010 tenía una población de 629 habitantes y una densidad poblacional de 524,6 personas por km².

## Historia

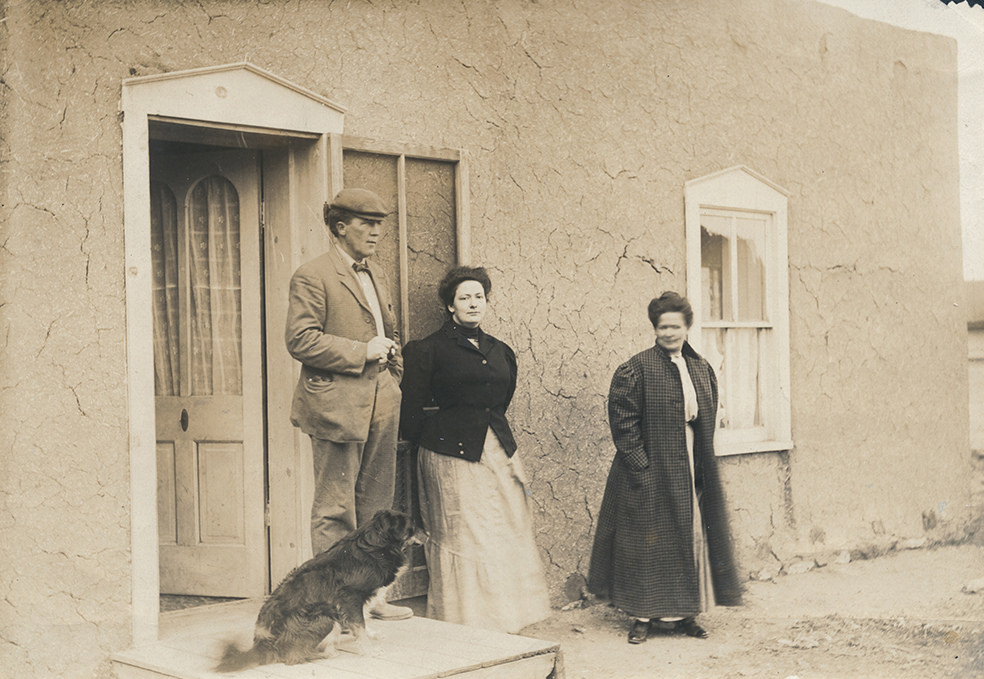
La casa del señor Don Alberto Forbes, San Luis, 1909

Colonos hispánicos del Valle de Taos fundaron varios pequeños pueblos a lo largo del río Culebra en el Valle de San Luis y tomaron posesión oficialmente de esta porción de la Concesión de tierras de Sangre de Cristo (Sangre de Cristo Land Grant) el 9 de abril de 1851. Los colonos erigieron una iglesia en la plaza central del pueblo que fue dedicada el día de la fiesta de San Luis, el 21 de junio de 1851. El pueblo fue renombrado "San Luis de la Culebra" en honor a su santo patrón. 
San Luis permaneció en el Territorio de Nuevo México hasta 1861, cuando se creó el Territorio de Colorado. Hoy en día, San Luis es la población más antigua continuamente poblada en el estado de Colorado.
Un artículo del periódico The Pueblo Chieftain fechado el 8 de junio de 1872 describe los tres almacenes de San Luis como regentados por Fred Meyer & Co., Auguste Lacome y Mazers & Rich, además de un herrero, un carnicero, un saloon de cerveza, un carpintero y dos hoteles.

## Geografía
San Luis se encuentra ubicada en las coordenadas 37°12′7″N 105°25′20″O / 37.20194, -105.42222.

## Demografía
Según la Oficina del Censo en 2000 los ingresos medios por hogar en la localidad eran de $14 213, y los ingresos medios por familia eran $20 875. Los hombres tenían unos ingresos medios de $20 156 frente a los $13 333 para las mujeres. La renta per cápita para la localidad era de $8887. Alrededor del 34.3 % de la población estaba por debajo del umbral de pobreza.